# InPhase Technologies
InPhase Technologies è una società sviluppatrice di dispositivi di archiviazione dati olografica.
InPhase è nata dai Bell Labs nel 2000.
La loro tecnologia promette dischi ottici dalla capacità del Terabyte.
InPhase Technologies detiene attualmente il record per "l'archivio dati di tipo ottico più capiente a livello commerciale" raggiungendo 515 Gigabit per pollice quadrato di media.
Il suo primo prodotto è un masterizzatore di dischi olografici per aziende, inizialmente previsto per la commercializzazione nel febbraio 2007 ma più volte rimandato.
Il modello è Tapestry HDS-300R e costa 18.000 dollari. Consente di masterizzare dischi olografici da 300GB non compressi, ad una velocità di trasferimento di 20 MB/s con punte massime di 80 MB/s. È costituito dal drive (l'unità di lettura/scrittura) e il media (il supporto su cui scrive e legge il drive). Il sistema utilizza il formato di registrazione WORM (Write Once Read Many: una scrittura, molte letture) di tipo fisico di prima generazione. Il drive è un elemento esterno, utilizza un laser con una lunghezza d'onda di 405 nm, ha un'interfaccia di tipo SCSI ed è provvisto di quattro livelli di protezione dall'errore e verifica dei dati.
Il media è un disco di diametro di 130 mm spesso 3,5 mm di cui 1,5 sono di materiale fotosensibile. La InPhase Technologies dichiara che non ci sarà perdita di dati per 50 anni, mentre se il supporto non viene usato, la sua vita sarà di soli 3 anni; inoltre i cicli di lettura superano i 20 milioni.